# Sedum creticum
Sedum creticum är en fetbladsväxtart som beskrevs av Presl. Sedum creticum ingår i Fetknoppssläktet som ingår i familjen fetbladsväxter. Utöver nominatformen finns också underarten S. c. monocarpicum.